# 福田由香
福田 由香（ふくだ ゆか）は、日本の元フリーアナウンサー。

## 略歴
愛媛県松山市出身。愛媛大学法文学部総合政策学科卒業。テレビ朝日アスクの出身者である。
大学を卒業後、2010年から高知さんさんテレビのアナウンサーを務めていた。
退社後、2012年からはNHK岡山放送局の契約キャスターを務めていた。
NHKとの契約の終了後、2014年7月にテレビ愛知に入社。2017年6月30日に退社するまで同局のアナウンサーを務めていた。
退社後、2017年7月からフリーアナウンサーとして活動。同年12月までセントラルジャパンに所属し、2018年1月にシンクバンクに移籍した。

## 人物
身長170cm。
卓球初段。全日本社会人卓球選手権、全日本学生卓球選手権大会（インカレ）出場。全国国公立大学大会2年連続個人3位。

## 過去の出演番組

### NHK岡山放送局時代
- 岡山ニュースもぎたて!（2012年4月 - 2014年3月、NHK岡山放送局） - スポーツキャスター

### テレビ愛知時代
- NEWSアンサー ローカルパート（2014年7月 - 2016年11月、テレビ愛知） - キャスター
- 乃木坂って、どこ?（2014年8月4日、テレビ愛知） - 乃木坂46シングル曲選抜メンバー発表進行
- ゆうがたサテライト ローカルパート（2016年11月 - 、テレビ愛知） - キャスター
- a-ha-N Music Channel（2014年7月 - 2017年6月、テレビ愛知） - ナビゲーター

### フリーアナウンサー転向後
- 羽鳥慎一モーニングショー（2018年1月 - 2019年*月、テレビ朝日） - フィールドキャスター
- 日経CNBC経済番組ナビゲーター  、日経SMBC）